# Marmosops paulensis
Marmosops paulensis e вид опосум от семейство Didelphidae.
Видът е ендемичен за Бразилия врайон разположен близо до атлантическото крайбрежие на страната в щатите Парана и Сао Пауло. Предимно наземен вид. Обитава тропически гори.